# Konstmuseum Rigas Börs
Konstmuseum Rigas Börs (lettiska: Mākslas muzejs Rīgas Birža) i Riga i Lettland är ett av fyra museer, som ingår i organisationen Lettlands nationella konstmuseum. Där ingår också huvudmuseet, Lettlands nationella konstmuseum, Romans Sutas och Aleksandras Beļcovas museum, Museet för konsthantverk och design, samt Arsenalens konsthall. Rigas Börs ligger vid Domplatsen i Gamla stan, och innehåller det nationella konstmuseets samling av utländsk konst. Museet härbärgerar Baltikums största samling av utländsk konst.
Museet har fyra permanenta utställningar:
- Västeuropeiska målningar från 1500-talet till 1800-talet
- Västeuropeisk keramik från 1700-talet till 1900-talet i det västra galleriet
- Silverrum
- Konst från Fjärran östern och Mellanöstern i det orientaliska galleriet

En omfattande rekonstruktion av byggnaden från 1855 avslutades 2011. Museet har sex våningsplan, som förutom basutställningarna inrymmer bland annat tillfälliga utställningar, ett kafé, en museishop, utrymmen för aktiviteter för barn, seminarie- och konferenslokaler.

## Byggnaden
Byggnaden, som efterliknar ett venetianskt palats i nyrenässansstil, ritades ursprungligen för Rigabörsen och byggdes 1852-1855. Arkitekt var den balttyske adelsmannen Harald Julius von Bosse (1812-1894) från Sankt Petersburg. För utsmyckningen av fasaden engagerades David Jensen (1816-1902), en dansk skulptör, också han från Sankt Petersburg. Rigabörsen invigdes 26 maj 1856 i närvaro av tsar Alexander II.
Flera närbelägna byggnader revs 1937 för att bereda plats åt Domplatsen. Efter andra världskriget, då Lettland ockuperats av Sovjetunionen, tog sovjetiska myndigheter över byggnaden. Fasaden målades om i ljusa färger i rosa och bruna toner.
En brand bröt ut 24 januari 1980 i de övre våningarna av huset. En återuppbyggnad påbörjades några månader senare, men avbröts 1982.
Ett återupptagande av de avbrutna byggnadsarbetena var planerat att komma igång i slutet av september 2004, men började först 2008 och avslutades 2011. Samlingen av utländsk konst som från och med 1920 förvarats i Rigas slott flyttades in i huset, som döpts om till Mākslas muzejs Rīgas Birža, Konstmuseum Rigas Börs. Det nya museet öppnade den 20 augusti 2011.

## Bildgalleri

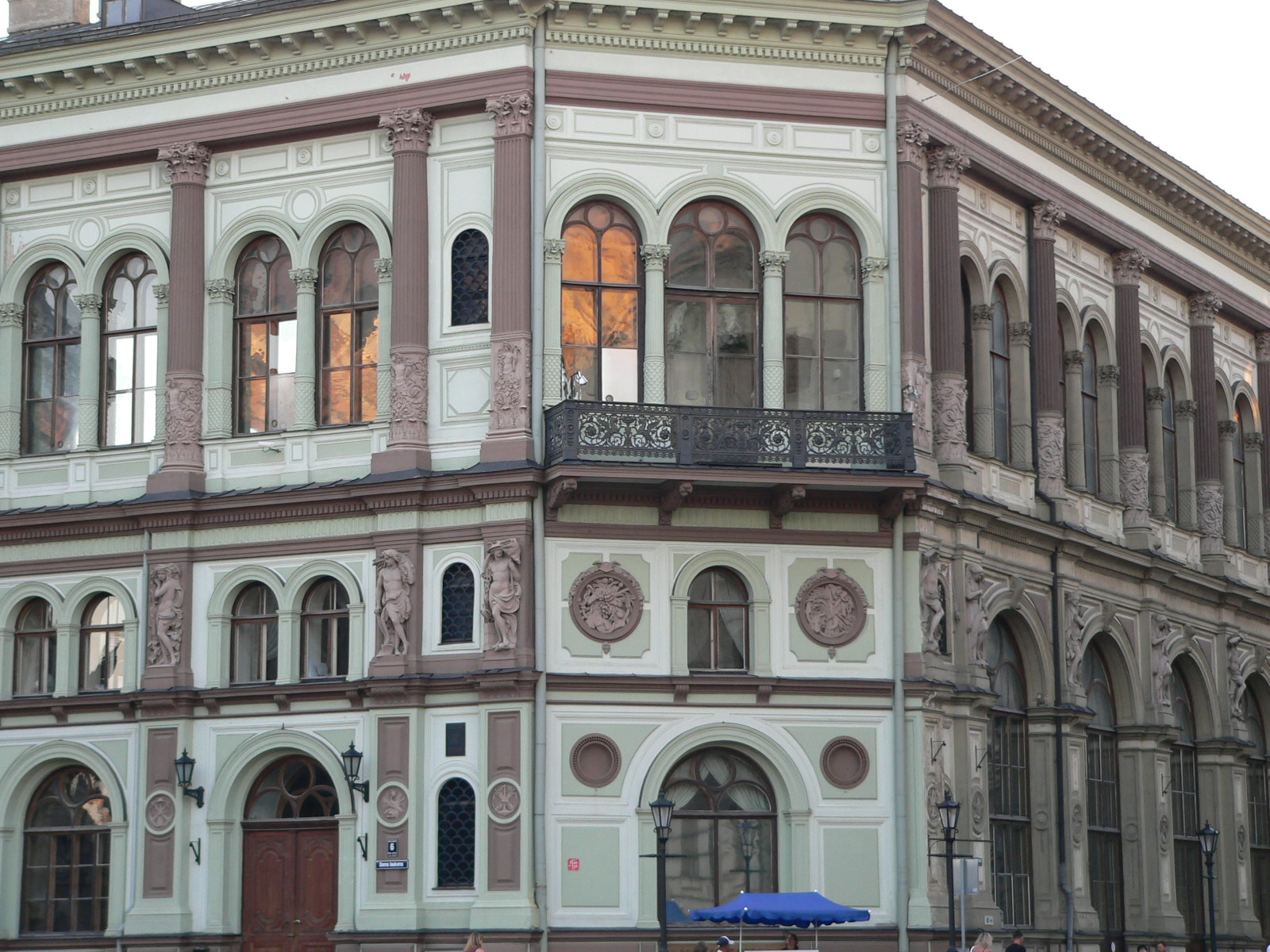
Rigas Börs före renovering
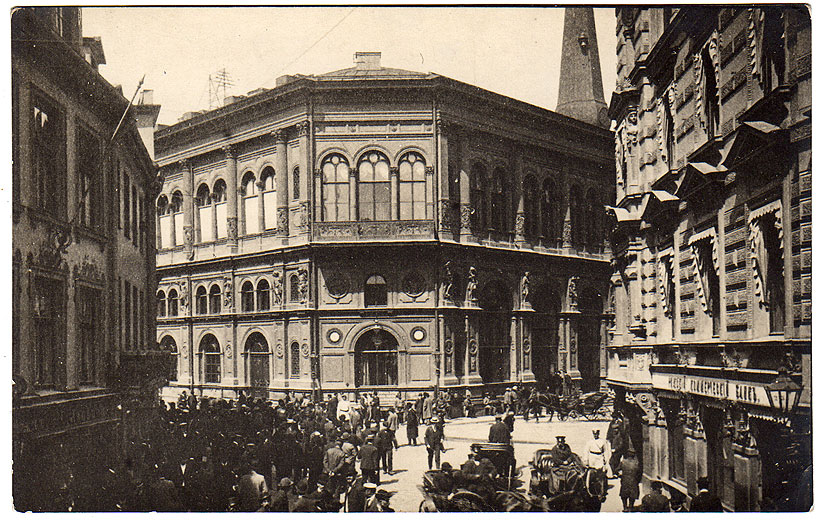
Börshuset i Riga omkring 1900-1918